# Объединённое командование Вооружённых сил Эквадора
Объединенное командование Вооруженных сил Эквадора (исп. Comando Conjunto de las Fuerzas Armadas del Ecuador) - высший орган управления Вооруженными силами Эквадора. Создан в 1998 году в соответствии с Конституцией Эквадора.

## История
В 1998 году, в соответствии с Конституцией Эквадора, было создано Объединенное командование Вооруженных сил. Оно было призвано объединить под единым руководством все виды вооруженных сил и повысить их эффективность.
До создания Объединенного командования Вооруженных сил Эквадора в 1998 году, каждое из видов вооруженных сил имело свой собственный независимый штаб. Это приводило к дублированию функций и неэффективности управления.
Первоначально Объединенное командование состояло из Главы Объединенного командования, Военного совета и Штаба Объединенного командования. В 2008 году в его состав был добавлен Генеральный штаб.
В настоящее время Вооруженные силы Эквадора насчитывают около 60 000 человек и оснащены современным вооружением и военной техникой. Объединенное командование играет важную роль в повышении эффективности Вооруженных сил страны. Оно позволило повысить координацию действий между видами вооруженных сил, улучшить их подготовку и оснащение, а также повысить их готовность к выполнению поставленных задач.

## Состав
Глава Объединенного командования - высшее должностное лицо Вооруженных сил Эквадора. Назначается президентом страны сроком на четыре года.
Военный совет - совещательный орган, состоящий из глав видов вооруженных сил и других высокопоставленных военных.
Штаб Объединенного командования - исполнительный орган, отвечающий за повседневное руководство Вооруженными силами.
Командование сухопутных войск;
Командование военно-морского флота;
Командование военно-воздушных сил.

## Командование
Главнокомандующим Вооруженными силами Эквадора является президент страны. Он имеет право отдавать приказы вооруженным силам и является верховным главнокомандующим. В случае отсутствия Президента, его обязанности главнокомандующего исполняет вице-президент.
Глава Объединенного командования Вооруженных сил Эквадора является высшим должностным лицом Вооруженных сил. Он назначается президентом страны сроком на четыре года.
Глава Объединенного командования несет ответственность за общее руководство Вооруженными силами, включая:
Разработку и реализацию военной политики и стратегии;
Подготовку и оснащение Вооруженных сил;
Управление операциями Вооруженных сил.
Глава Объединенного командования имеет право освобождать от должности глав видов вооруженных сил и других высокопоставленных военных.
В настоящее время Главой Объединенного командования Вооруженных сил Эквадора является генерал-лейтенант Хайме Вела Эрасо.

## Задачи
Основными задачами Объединенного командования являются:
Отражение вооруженной агрессии против Эквадора;
Поддержание общественного порядка и безопасности;
Участие в гуманитарных операциях и оказании помощи пострадавшим в стихийных бедствиях;
Участие в международных операциях по поддержанию мира и безопасности.

## Численность
В 2024 году Вооруженные силы Эквадора насчитывают около 60 000 человек. Они состоят из трех видов вооруженных сил: сухопутных войск, военно-морского флота и военно-воздушных сил.

## Структура
Объединенное командование Вооруженных сил Эквадора состоит из следующих органов:
Глава Объединенного командования - высшее должностное лицо Вооруженных сил Эквадора. Назначается президентом страны сроком на четыре года.
Военный совет - совещательный орган, состоящий из глав видов вооруженных сил и других высокопоставленных военных.
Штаб Объединенного командования - исполнительный орган, отвечающий за повседневное руководство Вооруженными силами.
Генеральный штаб - орган стратегического планирования и управления Вооруженными силами.
В состав Объединенного командования входят следующие командования:
Командование сухопутных войск;
Командование военно-морского флота;
Командование военно-воздушных сил.